# Petersfield
Petersfield – miasto w Anglii, w hrabstwie Hampshire, w dystrykcie East Hampshire. Leży 32 km na wschód od miasta Winchester i 80 km na południowy zachód od Londynu. W 2001 miasto liczyło 13 303 mieszkańców.

## Współpraca
- Barentin, Francja
- Warendorf, Niemcy